# Microsoft Money
Microsoft Money a fost un software de management financiar.
Microsoft oprește vânzarea de produse Microsoft Money și sprijină până în ianuarie 2011.

## Localizare
Microsoft Money a oferit ediții localizate pentru Regatul Unit, Franța, Japonia și Canada și o ediție internațională în limba engleză.
Au existat și ediții localizate pentru Rusia, Brazilia, Germania și Italia. Din cauza cererii prea mici au fost întrerupte.

## Istoric
Prima versiune de Microsoft Money a fost comercializat din anul 1991 și făcea parte din seria Microsoft Home.
Versiunea 13.0 nu a fost niciodată creată.

## Istoric Versiuni
- Microsoft Money 1.0
- Microsoft Money 2.0
- Microsoft Money 3.0
- Microsoft Money 95
- Microsoft Money 97
- Microsoft Money 98
- Microsoft Money 99
- Microsoft Money 2000
- Microsoft Money 2001
- Microsoft Money 2002
- Microsoft Money 2003
- Microsoft Money 2004
- Microsoft Money 2005
- Microsoft Money 2006
- Microsoft Money 2007
- Microsoft Money Plus
- Microsoft Money Plus Sunset